# 九龍巴士6R線
九龍巴士6R線是香港九龍的一條循環巴士路線，來往美孚（美荔道）及昂船洲海軍基地。

## 歷史
- 1998年10月1日：由於昂船洲海軍基地並無任何交通工具前往，本線因為方便市民參加基地開放日而投入服務。

## 服務時間
昂船洲海軍基地開放日期間：
- 荔枝角開出08:15-15:30，10-20分鐘一班
- 昂船州開出尾班車將視乎人羣散去情況而定

## 收費
全程：$5.7
| - 本線設有12歲以下小童及65歲或以上長者半價優惠。 - 65歲或以上香港居民使用「樂悠咭」，以及12歲以下合資格殘疾兒童使用「殘疾人士身份」個人八達通繳付車資，均可享有每程$2.0或半價（以較低者為準）的票價優惠；12至64歲合資格殘疾人士使用「殘疾人士身份」個人八達通（包括「樂悠咭」），以及60至64歲香港居民使用「樂悠咭」繳付車資，均可享有每程$2.0或全費（以較低者為準）的票價優惠。 - 65歲或以上長者如使用長者或一般個人八達通繳付車資，則只可享有半價優惠；12至64歲合資格殘疾人士如不使用「殘疾人士身份」個人八達通，以及60至64歲人士如不使用「樂悠咭」繳付車資，必須繳付全費。 - 乘客可以現金或八達通於上車時付款，不設找續。 - 每位成人乘客可免費攜帶最多兩名4歲以下而不佔座位的兒童乘客乘車，超額之4歲以下小童必須繳付小童車費乘車。 - 持有「九巴月票」之乘客在車票有效期內，每日可享最多10程任何九龍巴士及龍運巴士路線（包括本路線，以及聯營路線的九龍巴士／龍運巴士提供的班次；惟乘搭機場「A」及「NA」線則可享原價二七折優惠（不會計算每天10次合資格車程））；而B1線則每日可享最多各2程（不會計算每天10次合資格車程）。 - 九龍巴士、城巴、龍運巴士及陽光巴士全職員工及家屬（不包括外判職員）可免費乘搭本路線，惟必須拍職員或職員家屬八達通。 - 乘客亦可透過多元化電子支付系統（e度嘟）繳付車資，包括使用非接觸式VISA卡、JCB卡、萬事達卡、銀聯卡、美國運通、大來國際、Discover Card、Apple Pay、Google Pay、Samsung Pay、AlipayHK「易乘碼」、支付寶、WeChatHK／微信支付「搭車碼」、銀聯雲閃付「乘車碼」及BOC Pay「乘車碼」。乘客使用此付款方式，使用此支付方式的乘客可享有中途下車之分段收費，以及與其他九巴／龍運獨營路線或聯營線九巴／龍運班次之轉乘優惠，惟不適用於與非九巴／龍運路線之轉乘優惠，亦不能享有「公共交通費用補貼計劃」及「長者及合資格殘疾人士公共交通票價優惠計劃」。 |

## 行車路線
- 途經：美荔道、長沙灣道、荔枝角道、通州街、興華街、興華街西、貨櫃碼頭南路、志昂路、昂運路、貨櫃碼頭南路、興華街西、荔寶路、深旺道、寶輪街、荔枝角道、美荔道、荔灣道、景荔徑、荔枝角巴士總站、景荔徑、荔灣道及美荔道。

### 沿途各站

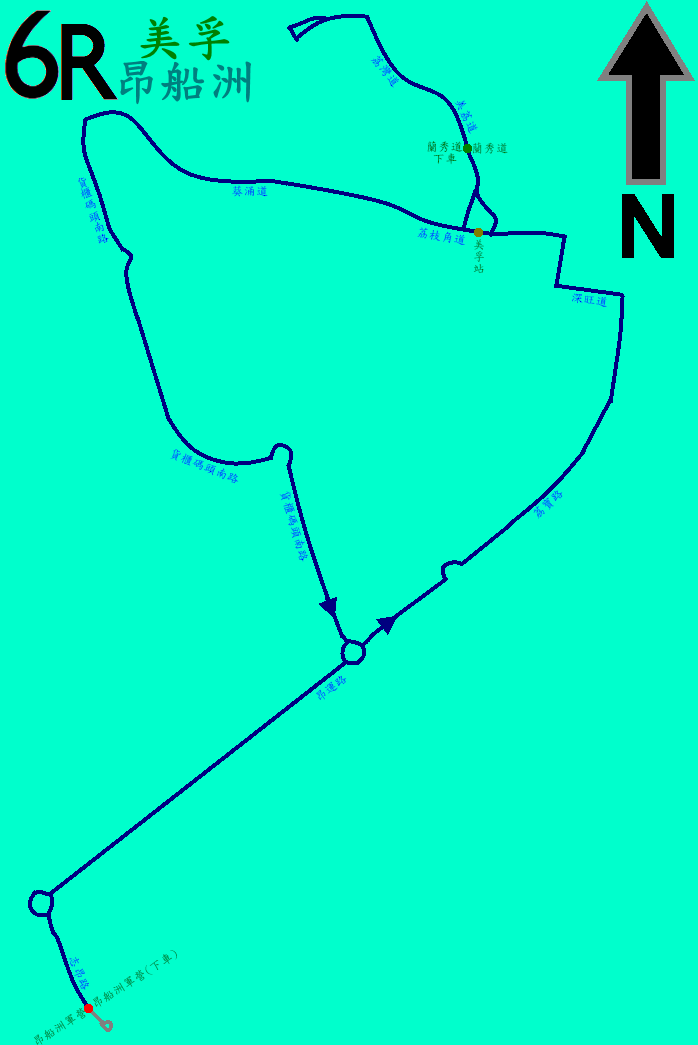
6R線的走線圖

| 美孚（美荔道）開 | 美孚（美荔道）開 | 美孚（美荔道）開 |
| 序號             | 車站名稱         | 位置             |
| ---------------- | ---------------- | ---------------- |
| 1                | 美孚（美荔道）   | 美荔道           |
| 2                | 昂船洲海軍基地   | 志昂路           |
| 3                | 美孚站           | 荔枝角道         |
| 4                | 美孚（美荔道）   | 美荔道           |